# النونية في معاداة السامية
النونية في معاداة السامية (بالإنكليزية: 3D Test of Anti-Semitism: Demonization, Double Standards, Delegitimization) هي ثلاثية تبدأ كلها بحرف النونِ, نُسجت خيوطُها في عام 2003 على يد ناتان شارانسكي، الناشط في حقوق الإنسان والسياسي الإسرائيلي، لتكون نِبراسًا يُفرّق بين النقد المشروع لدولة إسرائيل وما يندسُّ بين سطوره من نَقْمَةٍ ونَزَق، مستترا برداء معاداة الصهيونية. وهذه النونية ترتكز على ثلاث نونيات: نَقْضُ الشرعية، ونَسْبُ الشيطنة، ونَهْجُ الازدواجية، وهي في زعمه معاييرُ يُستنار بها لكشف العداء الساميّ المتخفّي في ظلال السياسة.
جُعِلَ هذا الاختبار نِظامًا يُسدّ به باب الجدل بين من يُنَاجِز سياسات إسرائيل بالنقد والبرهان، ومن يُنَاوِرُ بالكلمات لينفث سمومه بأساليب ملتوية. وقد صيغ ليُدحر ما يزعمه بعضهم، من أن كل نَقْدٍ يوجّه لإسرائيل يُعدّ نَقْمًا على اليهودية نفسها، فيُسَدُّ المنطق، وتُعطَّل البصائر عن إدراك الحقائق. ولقد أقرَّت وزارة الخارجية الأمريكية هذه النونية عام 2010، فاتخذتها قاعدةً في خطابها، غير أنها لم تدُم طويلًا، إذ استُبدلت في عام 2017 بـ 'نَصِّ التعريف' العملي لمعاداة السامية الذي تبنّته جهاتٌ أوسع نفوذًا.
لم تسلم النونية من النقد، إذ وُصفت بالغمض والغَبَش، وأُثيرت حولها المخاوف من أن تصبح نِقمةً تُبتر بها حُجج الناقدين، فيُحكم على كل اعتراضٍ على نهج إسرائيل بأنه نَذْرٌ لمعاداة السامية، حتى يُصبح النقد المشروع نَفْيًا، والنقاش نَكِيرًا، والتساؤل الحُرّ نَكْثًا للعهد مع الخطاب السائد."

## المؤلف والبدايات

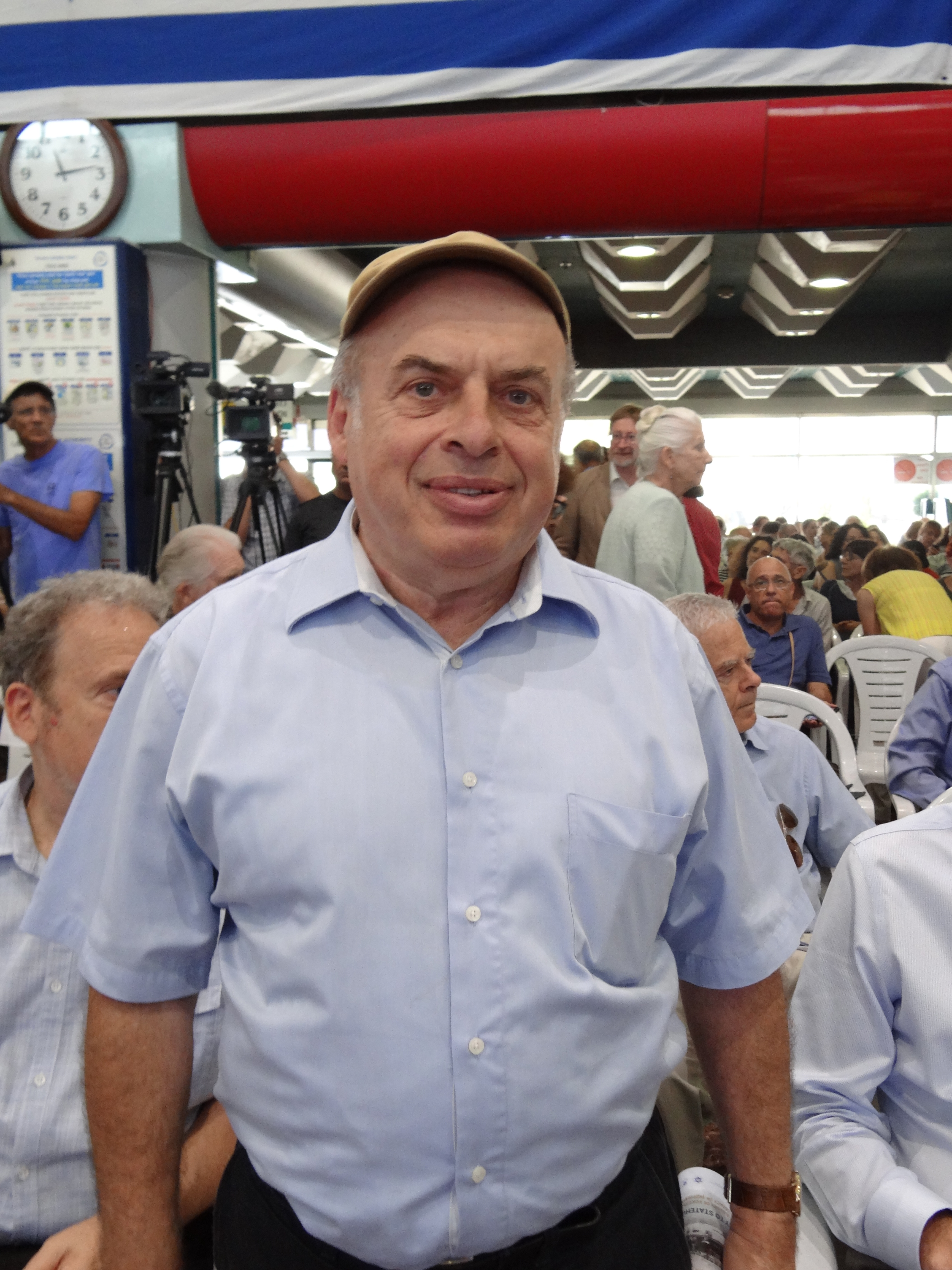
تم صياغة هذا الاختبار من قبل المنشق السوفييتي والسياسي الإسرائيلي ناتان شارانسكي.

نَحَتَ هذا المعيارَ ناتان شارانسكي، السياسيُّ الإسرائيليُّ والمنشقُّ السوفييتي، فجاءت نُظُمُه مُستندةً إلى نَسَقٍ رسمه عام 2003، إذ كان آنذاك وزيرًا بلا حُقيبةٍ في الحكومة الإسرائيلية، يتقلّب في مناصب السُّلطة، مُنسجِمًا مع خطابٍ لا يَقبلُ النِّقاش، ولا يفسح في مجالهِ للرأي المُغاير نَفَسًا ولا نَظَرًا.
وقد خرج هذا المفهوم إلى العلن حين نُشر لأول مرة عام 2004 في Jewish Political Studies Review، وهي صحيفةٌ يُديرها مركز Jerusalem Center for Public Affairs، حيث صيغ في مِبضعِ السياسة، ليُقطع به حبلُ النقد، ويُرفع بحدّه كالسيف في وجوه المخالفين، يُرسِّخ النُّظم، ويَسلب بها نَقاءَ الجدل الحُرّ، حتى غدا معيارًا يُروَّج له كأنما نزل بوحيٍ مُنزَّه عن الهوى.

## المفاهيم الرئيسية
زَعَمَ شارانسكي أنَّ نونيةَ الداءاتِ الثلاثِ تَصدُّ عَنِ المَسَاربِ كُلَّ من يحاولُ دسَّ مَقَاصِدِهِ بينَ طِيَّاتِ نقدٍ يُزعمُ أنهُ مَشروع، حَاجبًا مَعَادَاةَ السَّامِيَّةِ برداءٍ مُنمَّقٍ من الاعتراضِ على إسرائيلَ، فلا يُترَكُ للنَّقدِ إلا ما يُقبَلُ في مِعيارِ هذهِ النونيةِ، ولا يُباحُ للقولِ إلا ما أُجيزَ في نَظْمِها. وإنْ زَلَّ قَلمٌ أو انفلتَ لسانٌ، كانَ هذا المِقياسُ سياجًا يُحكمُ بهِ تَطويقُ المُخالفةِ، فيُوصفُ المُنتقدُ بأنهُ تَخطَّى الحدَّ، وإنْ لم يكنْ في أصلِ مقصِدِهِ شيءٌ مِن نَزْعَةِ الكراهيةِ أو العداءِ."
وقد صرَّحَ الأستاذُ إروين كوتلر قائلاً: «إنَّا لَواجِدونَ ضرورةً في أنْ نُقيمَ سدًّا يَفصِلُ بَينَ مواضِعِ النقدِ التي تَبقى في حدودِ الجدلِ السَّائغِ، وتلكَ التي تَزِلُّ إلى هاويةِ العداءِ المبطَّنِ، فأنا مِمَّن يَرَوْنَ أنَّ فَسحَ المجالِ للحُرِّيَّةِ في القولِ واجبٌ، بَلْ أرى في المُناظَرةِ الحادَّةِ والتَّحليلِ العَميقِ والتَّداولِ الحُرِّ رُكنًا ركينًا. لكنْ إنْ صِرْنَا نُوصِمُ كُلَّ نَقْدٍ بِأَنَّهُ مَعاداةٌ للسَّامِيَّةِ، فإِنَّهُ لا يَبقَى شيءٌ يُحكَمُ عليهِ بِذَلك، فَيُمحَى التَّمْيِيزُ، وَيَذُوبُ الفَصْلُ، فَتُصبِحُ الأُذُنُ صَمَّاءَ عَن الحَقِّ، وَالعَينُ عَمْياءَ عَن التَّدبُّرِ، وَاللِّسَانُ مَغلُولاً عَنِ البَيانِ.»

### نزع الشرعية
وإِنَّ نَزْعَ الشرعيةِ عن إسرائيلَ لَهُوَ في زَعْمِهم إِنْكَارٌ لِحَقِّ القَومِ في تَقرِيرِ المصِيرِ، وَإِهدَارٌ لِوُجُودِ كِيَانٍ يُعَدُّ في نَظَرِهم نَهْجًا رَاسِخًا في توجهات سلب حقوق اليهود. وَيُجادَلُ أَنَّ هَذَا الادِّعَاءَ يُمَثِّلُ تَميِيزًا صَارِخًا، إِذْ يُجرَّدُ القَومُ مِنْ حَقٍّ تَقَرَّرَ فِي مِيزَانِ القَانونِ الدَّوليِّ، فَإِذا كَانَ التَّفرِيقُ بَينَ الأُمَمِ عَلى أَساسِ العِرقِ أَوِ الدِّينِ أَوِ الجِنْسِ أَوِ القَومِيَّةِ يُعَدُّ صُورَةً مِنْ صُوَرِ العنصرية، فَإِنَّ نَزْعَ شَرْعِيَّةِ الوُجُودِ الصُّهيُونِيِّ يُعَدُّ في مِعيَارِهِم شَكْلًا مِنْ أَشكَالِ العَدَاءِ لِلسَّامِيَّةِ، يَتَسَتَّرُ في مِعْطَفِ المُنَافَحَةِ السِّيَاسِيَّةِ وَالتَّعَامُلِ الدُّوَلِيِّ.
وَكَتَبَ بِيَر أَهْلمَارْك، وَزِيرُ السُّويدِ الأَسبَقُ، وَهُوَ مِنَ الذِّينَ نَذَرُوا أَنفُسَهُم لِمُجَابَهَةِ العَدَاءِ لِلسَّامِيَّةِ، قَائِلًا: «'لَقَدْ كَانَتِ العَدَاوَةُ القَدِيمَةُ تُوجَّهُ إِلى الأَفْرَادِ مِنَ اليَهُودِ، وَإِنَّ العَدَاءَ الجَدِيدَ لِيَصُبُّ جَامَ غَضَبِهِ عَلى الأحزاب وَالدَّولَةِ، فَإِذَا نَالَتِ الحُرُوبُ مِنْ إِسرائيلَ، فَإِنَّهَا تَنْتَقِلُ سَريعًا كَالسَّبَبِ إِلى المُسَبَّبِ، فَتَطَالُ بَعْدَهَا الأَفْرَادَ وَالمُؤَسَّسَاتِ اليَهُودِيَّةَ»."
الأُستَاذَ إِروين كُوتلَرَ أَدْخَلَ هَذَا المَفْهُومَ فِي جُملةِ التِّسْعِ الطُّرُقِ الَّتي عَدَّهَا مِنْ 'وُجُوهِ العَدَاءِ الجَدِيدِ لِلسَّامِيَّةِ'، فَسَمَّاهُ 'النَّبْذَ السِّيَاسِيَّ'، فَجَعَلَ مِنْ تَجْرِيدِ القَومِ مِنْ حَقِّهِمْ فِي تَقرِيرِ المَصِيرِ وَالتَّشْكِيكِ فِي أُسُسِ إِسرائيلَ أَمْرًا يُدْخِلُ صَاحِبَهُ فِي طَوْقِ العِدَاءِ المُبْطَنِ وَالسِّيَاسِيِّ المُؤَطَّرِ فِي ثَوْبِ المُعَادَاةِ الجَدِيدَةِ."

### نَسْبُ الشَّيْطَنَةِ

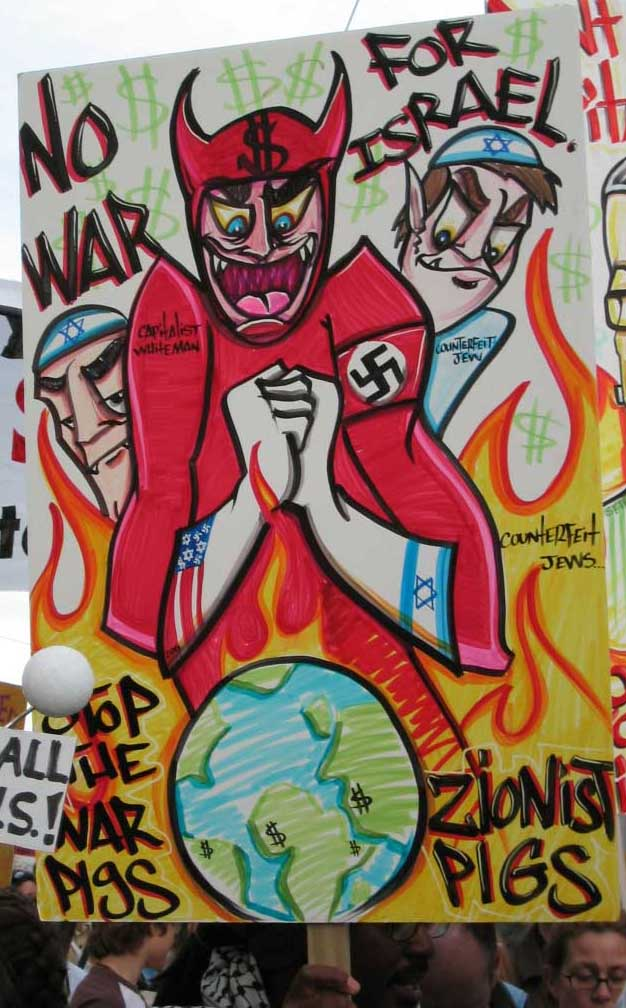
رسم كاريكاتوري يسيء إلى إسرائيل في مظاهرة مناهضة لحرب العراق في سان فرانسيسكو ، فبراير 2003

وأما النونيةُ الثانيةُ فَإِنَّها نَسْبُ الشَّيْطَنَةِ، حيثُ يُجعَلُ القَومُ في عَينِ النَّاظرِ بُرهانًا عَلى الشَّرِّ المُطلقِ، وَتُرْسَمُ لَهُم صُوَرٌ تُضَاهِي الأَبالِسَةَ، فَتُؤَلَّفُ لَهُم خُرافاتٌ تُحاكِي المَسْخَ وَاللَّعْنَةَ، وَيُصَوَّرُونَ فِي خِطَابِ المُعادينَ كَمَن دَبَّرَ وَأَحَاكَ وَجَنَّدَ الأَحْدَاثَ لِيُسِيءَ إِلَى البَشَرِيَّةِ. وَفِي نَصِّ 'التَّعريفِ العَمَلِيِّ لِمُعادَاةِ السَّامِيَّةِ' جَاءَ أَنَّ العِداءَ لِليَهُودِ قَدْ أُقِيمَ عَلَى دَعَاوَى تَزْعُمُ أَنَّهُم يَتَآمَرُونَ عَلَى البَشَرِ، وَيُنسَبُ إِلَيهِمُ الشَّرُّ فِي مَوَاقِفَ شَتَّى، حَتَّى يُصبِحُوا عُمدَةَ المَصَائِبِ وَمُفْسِدِي الخَطْبِ وَالنَّوَائِبِ.
فَإِنْ جَاءَتِ المُعَارَضَةُ مُغلَّفَةً بِصُوَرِ الرُّسُومِ، أَوِ اتُّخِذَتِ الكَلِمَاتُ وَالمَجَازَاتُ بَرْقَعًا يُوصِفُ بِهِ القَومُ بِوَصْمَةِ الشَّرِّ المُحْضِ، فَإِنَّهُ لَا يُعَدُّ نَقْدًا، وَلَكِنَّهُ يَقَعُ فِي جَوفِ أُسطُورَةِ الدِّمَاءِ وَالخُزَعْبَلَاتِ التَّارِيخِيَّةِ، فَيُعَادُ تَكْرَارُ صُوَرِ المَسْخِ وَالإِدَانَةِ وَالتَّجْرِيدِ مِنْ الإِنْسَانِيَّةِ. وَمِنْ صُوَرِ هَذِهِ النُّونِيَّةِ أَنْ تُصَاغَ تُهَمٌ كَاذِبَةٌ وَأَقَاوِيلُ مُلَفَّقَةٌ تُصَوِّرُ اليَهُودَ كَمُتَسَلِّطِينَ عَلى مَفَاصِلِ العَالَمِ، وَيُزعَمُ أَنَّهُم يُدِيرُونَ الإِعْلَامَ وَالسِّيَاسَةَ وَالاِقْتِصَادَ وَسُوقَ المَآسِي وَالحُرُوبِ.

### نَهْجُ الازدواجيةِ
وأما النونيةُ الثالثةُ فَإِنَّها نَهْجُ الازدواجيةِ، حيثُ يُجعَلُ المِيزانُ مختلًّا، فَيُحرَّمُ على الغيرِ ما يُباحُ لإسرائيلَ، ويُندَّدُ بما يُمارَسُ إن وقعَ خارجَ سياقِها، ويُصادَرُ ما يُحَلَّلُ في ساحاتِها، وتُرفَعُ العقوباتُ عمَّن تُنَزَّلُ بهم في غيرِها، ويُسمَحُ بما يُجرَّمُ إن صُبَّ في مصلحتِها.فَإِذَا قَامَ شَخْصٌ يُنَاجِزُ إِسرائيلَ وَحدَها فِي قَضَايَا يُسْكِتُ عنها حينَ تتعلَّقُ بسِواها، وَيُثْنِي على ما يُندِّدُ به خارجَها، وَيُنادِي بالعقوباتِ على ما يُبرِّرُه في أماكنَ أُخرى، فَإِنَّهُ لَا يَنتَصِبُ نَاطِقًا بالحَقِّ، بَلْ يَتمَادَى فِي نَهْجِ المُحَابَاةِ وَالانحيازِ، وَيُمارِسُ مَا يَدَّعِي نَبْذَهُ، وَيُدينُ مَا يَتَغَاضَى عنه إِنْ صَدَرَ مِن غَيرِه.
وَإِنَّ تَطبِيقَ مِقيَاسٍ أخلاقِيٍّ مُغايرٍ على إسرائيلَ، كَمَا في مَزاعِمِ نَزْعِ الشَّرْعِيَّةِ، يُعتبَرُ تَميِيزًا صَارِخًا يُصَنَّفُ في ميزانِهم ضِمنَ العَدَاءِ لِلسَّامِيَّةِ، ويُرفَضُ فيهِ ما يُمارَسُ إن كانَ لِصالحِهِم، ويُخرَسُ الصوتُ حينَ يُعترَضُ على ما يُستَباحُ لهم، ويُصَاغُ الباطِلُ لِيَرتَدِي ثَوبَ الحقِّ، وَيُحْكَمُ عَلَى الحَقِّ بِأَنَّهُ ضَلاَلٌ إِنْ أَصَابَ أَهْوَاءَ المُخالِفِينَ.

### مثال للتطبيق
ويَضرِبُ أَبراهَام فُوكسمَان بِذَلكَ مِثَالًا يَدلُّ عَلى مَكرِ النُّونِيَّةِ وَحِيلَتِهَا، فَأَيَّامَ الاِنتِفَاضَةِ الثَّانِيَةِ نُشِرَت رَسْمَةٌ تُصَوِّرُ جُندِيًّا إِسرَائِيلِيًّا يُصَوِّبُ سِلَاحَهُ نَحْوَ رَضِيعٍ فِلسطِينِيٍّ، وَهَذِهِ الصُّورَةُ فِي ذَاتِهَا لَيسَتْ مِن مُعَادَاةِ السَّامِيَّةِ، وَلَكِنَّ الوُجُومَ أَتَى مِمَّا تَضَمَّنَتْهُ الكِتَابَةُ فِي الهَامِشِ، إِذْ جَاءَ الرَّضِيعُ فِي هَيئَةِ المَسِيحِ الطِّفلِ، وَجَاءَت كَلِمَاتُهُ فِي نَصِّ الرُّسُومِ: 'آه، أَتُعِيدُونَ الكَرَّةَ مَرةً أُخرَى؟' فَصَارَت الرَّسْمَةُ نُقْطَةً مِن نِقَاطِ نَسْبِ الشَّيطَنَةِ، وَمِثالًا فَاقِعًا لِلمُعتقدِ القَدِيمِ الذِي يَتَّهِمُ اليَهُودَ بِقَتلِ المَسِيحِ، وَيَجلِبُ ذِكرَ التُّهَمِ التَّارِيخِيَّةِ، وَيُعِيدُ إِنتَاجَ سِجِلِّ الدِّمَاءِ وَالخِيَانَةِ فِي صُورَةٍ بَصَرِيَّةٍ تُشْعِلُ الأَذهَانَ وَتَنبِشُ فِي التَّأرِيخِ." فيُوصَفُ بِالشَّيطَنَةِ لِمُجَرَّدِ الإِحَالَةِ عَلى مَعانٍ دِينِيَّةٍ قَدِيمَةٍ.

## نَهْجُ الازدواجيةِ
وَيَزعُمُ بَعضُ السِّيَاسِيِّينَ الإِسرَائِيلِيِّينَ، مَعَ الأُستَاذِ يُوجِين كُونتُورُوفِيتش مِن جَامِعَةِ نُورثوِسترن، وَالسَّفِيرِ الإِسرَائِيلِيِّ السَّابِقِ فِي كَنَدَا آلان بَيْكَر، أَنَّ الاِتِّحَادَ الأُورُوبِيَّ يَتبَنَّى نَهْجَ الازدِوَاجِيَّةِ المعادي للسامية، إِذْ يُعرْقِلُ الصَّفَقَاتِ الَّتِي تَشمَلُ المُستَوْطَنَاتِ الإِسرَائِيلِيَّةَ فِي الضِّفَّةِ الغَربِيَّةِ وَالقُدْسِ الشَّرقِيَّةِ، وَيُشَدِّدُ عَلَى شُرُوطِهِ فِي مَا يَتَعَلَّقُ بِإِسرَائِيلَ، فِيمَا يَظَلُّ مُتَسَاهِلًا فِي تَعَامُلِهِ مَعَ المُستَوْطَنَاتِ المَغرِبِيَّةِ فِي الصَّحرَاءِ الغَربِيَّةِ، أَوِ المُستَوْطَنَاتِ التُّركِيَّةِ فِي قُبرُصَ الشَّمَالِيَّةِ، فَكَيْفَ يَكُونُ المُحْتَلُّ مُجْرِمًا فِي نِظَامٍ وَمُتَفَرِّدًا بِالتَّصَرُّفِ فِي نِظَامٍ آخَرَ؟
"وَإِذَا كَانَتِ المُبَرِّرَاتُ تَتَحَجَّجُ بِعَدَدِ المُسْتَوْطِنِينَ، فَإِنَّ المُستَوْطَنَاتِ فِي الصَّحرَاءِ الغَربِيَّةِ قَدْ تَضَاعَفَ فِيهَا عَدَدُ المُستَوْطِنِينَ المَغرِبِيِّينَ حَتَّى فَاقُوا أَصْلَ السُّكَّانِ الصَّحرَاوِيِّينَ، فِيمَا يَبْلُغُ المُستَوْطِنُونَ فِي الضِّفَّةِ الغَربِيَّةِ حَوَالَي خُمْسِ السُّكَّانِ، فَهَلْ يُصْبِحُ الأَمرُ جَرِيمَةً حِينَ يَتَعَلَّقُ بِفِلسطِين، وَيُصبِحُ خَاضِعًا لِلتَّسَاهُلِ إِذَا تَعَلَّقَ بِغَيرِهَا؟ وَإِنْ كَانَتِ المُعَاهِدَاتُ الدُّوَلِيَّةُ تَنُصُّ صَرَاحَةً فِي المَادَّةِ الرَّابِعَةِ مِن اِتِّفَاقِيَّةِ جِنِيفَ عَلَى أَنَّ القُوَّةَ المُحْتَلَّةَ لَا يَجُوزُ لَهَا نَقلُ سُكَّانِهَا إِلى الأَرَاضِي الَّتِي تَحْتَلُّهَا، فَلِمَاذَا يَكُونُ ذَلكَ قَانُونًا حِين تَخُصُّ إِسرَائِيلَ، وَيَغْدُو مَوْضِعَ غَضِّ الطَّرْفِ حِينَ يَتَعَلَّقُ بِالمَغرِبِ وَقُبرُصَ؟
ويَخْرُجُ لَارْس فُوبُورغ أَنْدِرسِن، وَهُوَ يَومَئِذٍ سَفِيرُ الاِتِّحَادِ الأُورُوبِيِّ فِي تَل أَبِيب، لِيَضَعَ الأُمُورَ فِي نِصَابِهَا، وَلِيُفَنِّدَ مَا يُرَوَّجُ مِنْ دَعَاوَى المُتَهِمِينَ، فَيَوضِحُ بِحُجَّةٍ سَاطِعَةٍ أَنَّ الاِحتِلَالَ الإِسرَائِيلِيَّ لِلضِّفَّةِ الغَربِيَّةِ لَا يُمَاثِلُ فِي شَيءٍ الاِحتِلَالَ التُّركِيَّ لِقُبرُصَ، وَلا المُستَوطَنَاتِ المَغرِبِيَّةَ فِي الصَّحرَاءِ الغَربِيَّةِ، وَأَنَّ كُلَّ قَضِيَّةٍ مِنهَا لَهَا خَصَائِصُهَا الفَارِقَةُ وَتَارِيخُهَا المُنفَصِلُ، فلا يُمكِنُ أَنْ يُجْمِلَ مَا لَا يُجمَلُ، وَيَضَعَ فِي كِفَّةٍ وَاحِدَةٍ نِزَاعَاتٍ لَا تَتَقَاطَعُ فِي المُعطَيَاتِ وَلا فِي السِّيَاقِ.
وَيَزِيدُ فُوبُورغ أَنْدِرسِن فِي الإِيضَاحِ، فَيُبَيِّنُ أَنَّ المُقَارَنَةَ المُمكِنَةَ الوَحِيدَةَ فِي السِّيَاقِ الدَّولِيِّ لِلقَضِيَّةِ الفِلسطِينِيَّةِ هِيَ نِزَاعُ نَاغُورنُو كَارَابَاخ، حَيثُ كَانَ مَوقِفُ الاِتِّحَادِ الأُورُوبِيِّ وَاضِحًا وَحَاسِمًا فِي اِستِبعَادِ الأَرَاضِي الأَذَرِيَّةِ المُحتَلَّةِ مِنْ أَيِّ تَعَامُلٍ تِجَارِيٍّ أَوْ دُوَلِيٍّ مَعَ أَرمِينِيَا، وان القَرَارُ فِي حَالِ نَاغُورنُو كَارَابَاخ كان مُمَاثِلًا لِمَا يُطَبَّقُ فِي الضِّفَّةِ الغَربِيَّةِ.

## القيود
وَيُسَلِّمُ بَعضُ البَاحِثِينَ، مِثلُ جُونَاثَان جُودَاكِن وَكِنِيث ل. مَاركُوس، بِفَاعِلِيَّةِ مِعيَارِ الدَّاءَاتِ الثَّلَاثِ، إِمَّا لِمَا فِيهِ مِنْ حُسْنِ السَّبْكِ الذِّهْنِيِّ فِي تَذْكِيرِ العُقُولِ بِمَلامِحِ العَدَاءِ لِليَهُودِ، أَوْ لِأَنَّهُ نُقطَةُ انْطِلَاقٍ تُسَاعِدُ فِي تَحدِيدِ الحُدُودِ الفَاصِلَةِ بَيْنَ النَّقدِ المَشْرُوعِ وَالعِبَارَاتِ المُتعَدِّيَةِ فِي الخِطَابِ المُوَجَّهِ لِإِسرَائِيلَ. فَإِنْ هُوَ اِستُخدِمَ بِحَذَافِيرِهِ، وَنُزِّلَ كَمِقيَاسٍ قَاطِعٍ، فَإِنَّهُ يَفْتَقِرُ إِلَى المَرُونَةِ فِي تَطْبِيقِهِ، وَقَدْ يَضِيقُ مَا يَنبَغِي أَنْ يَتَّسِعَ، أَوْ يُحَدِّدُ مَا كَانَ أَحْرَى أَنْ يُضَافَ إِلَيْهِ، وَإِنَّمَا يَكُونُ لَهُ وُقُوعٌ فِي السِّيَاسَةِ إِنْ طُوِّرَ وَتَكَيَّفَ بِمَا يَتَنَاسَبُ مَعَ التَّغَيُّرَاتِ المُعَاصِرَةِ وَأُدْخِلَتْ فِيهِ تَعدِيلَاتٌ تَجعَلُهُ أَقْدَرَ عَلَى مُوَاكَبَةِ الحَالاتِ المُسْتَجِدَّةِ